# Vinnufossen
Le Vinnufossen est une chute d'eau de Norvège, la plus haute d'Europe et la 6e du monde.

## Caractéristiques
Le Vinnufossen est constitué de 4 sauts, dont le plus grand mesure 420 m. Au total, la chute d'eau mesure 860 m de haut.

## Localisation
Le Vinnufossen est situé sur la localité de Sunndalsøra, dans le comté de Møre og Romsdal, en Norvège.
Elle est alimentée par le Vinnu et fait donc partie du système hydrologique du bassin de la Driva.